# Automotivo Bibi Fogosa
«Automotivo Bibi Fogosa» es una canción de la cantante brasileña Bibi Babydoll y el productor musical DJ Brunin XM lanzada el 19 de mayo de 2023 a través de ONErpm. La canción samplea en gran medida la canción de Bring Me the Horizon «Can You Feel My Heart».

## Trasfondo
La canción «Automotivo Bibi Fogosa» sigue el estilo de música carioca funk brasileña Proibidão. En la canción Beyond Clarity, la cantante afirma que su «coño está en llamas» y «el palo apagará el fuego».

## Desempeño comercial
«Automotivo Bibi Fogosa» debutó en la lista el 19 de julio de 2023. La canción alcanzó el número uno en las listas musicales de Ucrania durante la invasión rusa.
En una entrevista telefónica, Bibi Babydoll, cuyo nombre registrado es Beatriz Alcide Santos, dice que es cantante desde hace 7 años y quedó sorprendida por el éxito del tema en Ucrania, país donde ahora se desarrolla la invasión rusa.

## Video musical
El 9 de julio de 2023 se lanzó un video musical de la canción «Automotivo Bibi Fogosa» en el canal oficial de YouTube del sello discográfico Love Funk.

## Posicionamiento en listas

### Semanales
| Listas (2023)                     | Mejor posición |
| --------------------------------- | -------------- |
| Brasil (Billboard Brasil Hot 100) | 75             |